# Sinus préauriculaire

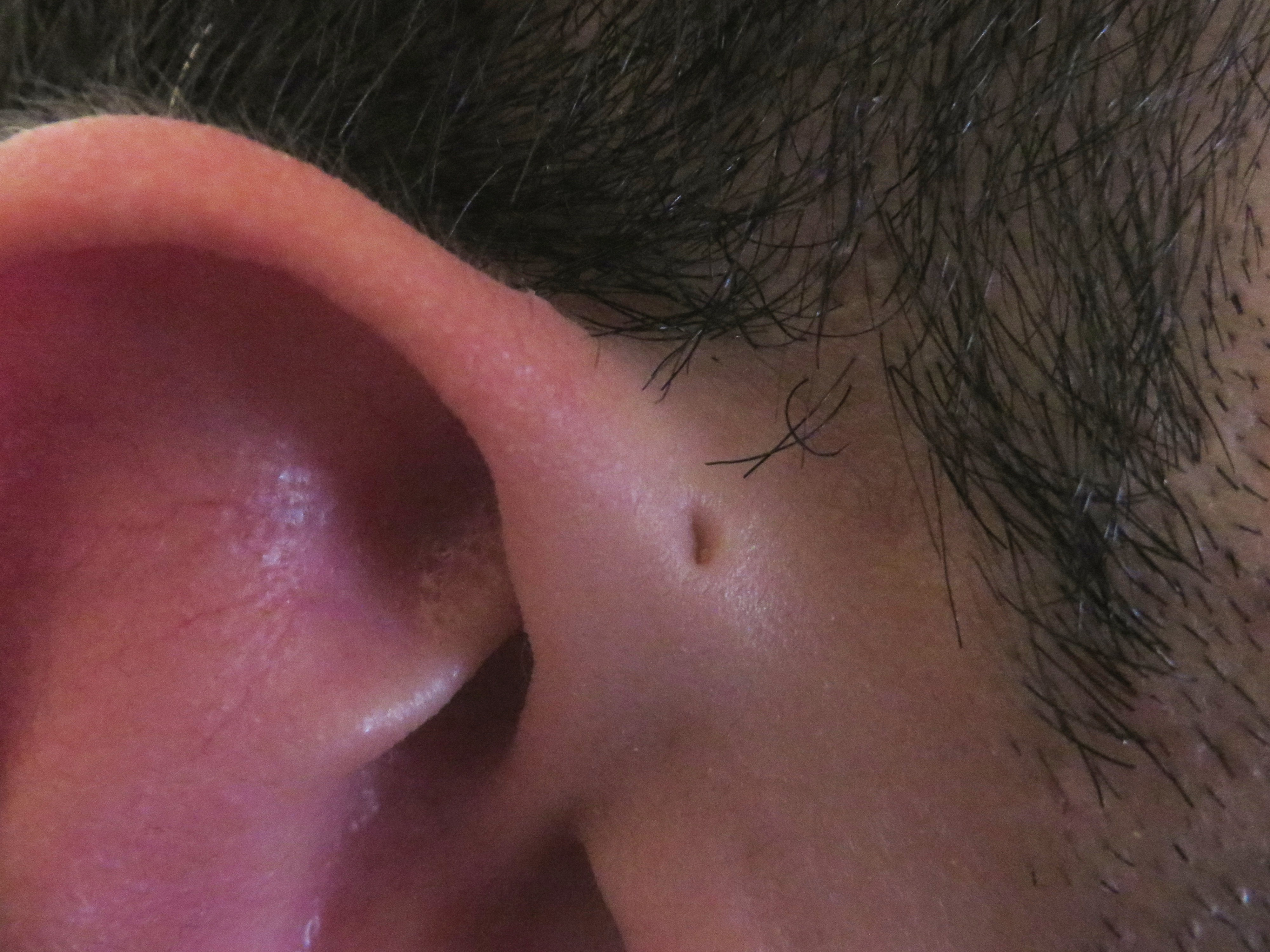
Sinus préauriculaire sur l'oreille droite.

Un sinus préauriculaire ou fistule pré-hélicéenne est une malformation congénitale, décrite pour la première fois en 1864 par Van Heusinger, qui se traduit par la présence d'un petit trou au niveau de l'anti-hélix. Son incidence est estimée à environ 0,1-0,9 % aux États-Unis, 0,9 % en Angleterre, 2,5 % à Taïwan et jusqu'à 4 à 10 % dans certaines régions d'Afrique. Un sinus préauriculaire apparaît le plus souvent du côté droit, de façon sporadique ou héréditaire.

## Causes
Les sinus préauriculaires et les kystes qui y sont associés se développent au cours de la sixième semaine de gestation lorsque se forment les premier et deuxième arcs branchiaux. Cette malformation ainsi que d'autres malformations de l'oreille sont parfois associées à des problèmes rénaux. Dans de rares circonstances, ces sinus peuvent être liées à des conditions génétiques telles que le syndrome branchio-oto-rénal ; toutefois, ces conditions sont toujours concomitantes à d'autres problèmes de santé.

### Complications
Un sinus ou un kyste préauriculaire peut parfois s'infecter. La plupart des sinus préauriculaires sont toutefois asymptomatiques et ne sont pas traités à moins qu'ils s'infectent trop souvent. Les sinus préauriculaires peuvent être extraits par chirurgie mais présentent malgré tout un risque de récurrence.

## Syndromes associés
Le sinus préauriculaire peut être associé à plusieurs syndromes, notamment le syndrome branchio-oto-rénal, le syndrome branchio-otique, le syndrome des yeux de chat ou encore entre autres le syndrome de Waardenburg.
Les patients souffrant d'anomalies auriculaires doivent être évalués avec soin pour détecter les caractéristiques dysmorphiques qui les accompagnent, notamment l'asymétrie faciale, les colobomes de la paupière, de l'iris et de la rétine, l'atrésie des choanes, l'hypoplasie de la mâchoire, les kystes ou les sinus branchiaux, les souffles cardiaques, les anomalies des membres distaux et l'anus non perforé ou placé antérieurement. Si l'une de ces caractéristiques est présente, l'échographie rénale est utile non seulement pour découvrir les anomalies rénales, mais aussi pour le diagnostic et la gestion des syndromes de l'artère cérébrale moyenne (MCA syndromes) eux-mêmes. Une échographie rénale doit être réalisée chez les patients présentant des fosses préauriculaires isolées, des oreilles en cupule ou toute autre anomalie de l'oreille accompagnée d'au moins un des éléments suivants : autres malformations ou caractéristiques dysmorphiques, antécédents familiaux de surdité, malformations auriculaires et/ou rénales, ou antécédents maternels de diabète gestationnel. En l'absence de ces résultats, l'échographie rénale n'est pas indiquée.

## Origine
Selon le biologiste Neil Shubin, le sinus préauriculaire pourrait être une structure vestigiale humaine, un « reste évolutif des branchies de poisson ».